# Team Europcar/2012
Deze pagina geeft een overzicht van de Team Europcar wielerploeg in  2012.

## Algemeen
Sponsor: Europcar
Manager: Jean-René Bernaudeau
Ploegleiders: Dominique Arnould, Ismaël Mottier, Jean-François Rodriguez, Didier Rous
Fietsen: Time
Banden: Michelin

## Renners
| Naam                | Geboortedatum | Nationaliteit | Ploeg 2011     |
| ------------------- | ------------- | ------------- | -------------- |
| Yukiya Arashiro     | 22-09-1984    | Japan         |                |
| Giovanni Bernaudeau | 25-08-1983    | Frankrijk     |                |
| Franck Bouyer       | 17-03-1974    | Frankrijk     |                |
| Anthony Charteau    | 04-06-1979    | Frankrijk     |                |
| Sébastien Chavanel  | 21-03-1981    | Frankrijk     |                |
| Rafaâ Chtioui       | 26-01-1986    | Tunesië       | Acqua & Sapone |
| Mathieu Claude      | 17-03-1983    | Frankrijk     |                |
| Jérôme Cousin       | 05-06-1989    | Frankrijk     |                |
| Damien Gaudin       | 20-08-1986    | Frankrijk     |                |
| Cyril Gautier       | 26-09-1987    | Frankrijk     |                |
| Yohann Gène         | 25-06-1981    | Frankrijk     |                |
| Saïd Haddou         | 23-11-1982    | Frankrijk     |                |
| Tony Hurel          | 01-11-1987    | Frankrijk     |                |
| Vincent Jérôme      | 26-11-1984    | Frankrijk     |                |
| Christophe Kern     | 18-01-1981    | Frankrijk     |                |
| Davide Malacarne    | 11-07-1987    | Italië        | Quick Step     |
| Alexandre Pichot    | 06-02-1983    | Frankrijk     |                |
| Perrig Quéméneur    | 26-04-1984    | Frankrijk     |                |
| Matteo Pelucchi     | 21-01-1989    | Italië        | Geox-TMC       |
| Kévin Reza          | 18-05-1988    | Frankrijk     |                |
| Pierre Rolland      | 10-10-1986    | Frankrijk     |                |
| Björn Thurau        | 23-07-1988    | Duitsland     | Team NSP       |
| Angélo Tulik        | 02-12-1990    | Frankrijk     | neoprof        |
| Sébastien Turgot    | 11-04-1984    | Frankrijk     |                |
| David Veilleux      | 26-11-1987    | Canada        |                |
| Thomas Voeckler     | 22-06-1979    | Frankrijk     |                |

## Belangrijke overwinningen
| Ster van Bessèges 3e etappe: Pierre Rolland Ronde van Normandië 2e etappe: Jérôme Cousin Eindklassement: Jérôme Cousin Internationaal Wegcriterium Jongerenklassement: Cyril Gautier Brabantse Pijl Winnaar: Thomas Voeckler Ronde van Gabon 1e etappe: Yohann Gène 3e etappe: Thomas Voeckler 5e etappe: Yohann Gène Eindklassement: Anthony Charteau Vierdaagse van Duinkerke 5e etappe: Matteo Pelucchi Ronde van Rhône-Alpes Isère 3e etappe: Jérôme Cousin 4e etappe: Angélo Tulik GP Tallinn-Tartu Winnaar: Saïd Haddou | Ronde de l'Oise 3e etappe: Matteo Pelucchi Ronde van Picardië Ploegenklassement Ronde van Frankrijk 10e etappe: Thomas Voeckler 11e etappe: Pierre Rolland 16e etappe: Thomas Voeckler Bergklassement: Thomas Voeckler Ronde van de Elzas Proloog (ploegentijdrit): Saïd Haddou, Kévin Reza, Damien Gaudin, David Veilleux, Anthony Charteau, Franck Bouyer Polynormande Winnaar: Tony Hurel Mi-Août en Bretagne 1e etappe: David Veilleux Eindklassement: David Veilleux Ronde van de Limousin Eindklassement: Yukiya Arashiro Tre Valle Varesine Winnaar: David Veilleux |

2000 · 2001 · 2002 · 2003 · 2004 · 2005 · 2006 · 2007 · 2008 · 2009 · 2010 · 2011 · 2012 · 2013 · 2014 · 2015 · 2016 · 2017 · 2018 · 2019 · 2020 · 2021 · 2022 · 2023 · 2024 · 2025